# Ermir Lenjani
Ermir Lenjani, né le 5 août 1989 à Pristina, est un footballeur international albanais. Il évolue au poste d'arrière gauche au FC Schaffhouse.

## Biographie

### En club
Après une formation chez les juniors du FC Winterthour, il intègre la première équipe du club qui évolue en Challenge League à la fin 2008. 
Lors de la saison 2013-2014, il participe à la phase de groupe de la Ligue Europa avec l'équipe du FC Saint-Gall (six matchs joués). Le FC Saint-Gall enregistre deux victoires à domicile, face au club russe du Kouban Krasnodar, puis face au club gallois de Swansea City.
Le 22 août 2015, pour son premier match sous les couleurs du FC Nantes, il marque et permet à son club de l'emporter 1-0 face au Stade de Reims. Son deuxième match est moins heureux, il se fait alors expulser à la 50e minute face aux Girondins de Bordeaux (défaite 2-0).
Lors du mercato de l'été 2017, il signe un contrat de trois ans avec le FC Sion.
Le 7 avril 2019, contre le FC Lucerne, il inscrit le but le plus rapide de l'histoire du championnat Suisse (10 secondes). Il est licencié le 19 mars 2020 pour avoir refusé d'être mis au chômage technique, à la suite de la pandémie de coronavirus.

### En équipe nationale
Il reçoit sa première sélection en équipe d'Albanie le 15 novembre 2013, en amical contre la Biélorussie (score : 0-0 à Antalya). Il inscrit son premier but en équipe nationale le 11 octobre 2014, contre le Danemark. Cette rencontre qui se solde par un match nul (1-1) à Elbasan rentre dans le cadre des éliminatoires de l'Euro 2016.
Le 26 mars 2016, il inscrit son deuxième but avec l'Albanie, en amical contre l'équipe d'Autriche (défaite 2-1 à Vienne). Son troisième but est inscrit le 29 mai 2016, en amical face au Qatar (victoire 3-1 à Hartberg).
Quelques jours plus tard, il participe à la phase finale du championnat d'Europe organisé en France. Lors de cette compétition, il joue trois matchs. Le bilan de l'Albanie dans ce tournoi s'élève à une seule victoire et deux défaites.

## Statistiques
| Saison                | Club                      | Championnat           | Championnat | Championnat | Coupe nationale | Coupe nationale | Coupe de la Ligue | Coupe de la Ligue | Compétition(s) continentale(s) | Compétition(s) continentale(s) | Compétition(s) continentale(s) | Albanie | Albanie | Total | Total |
| Saison                | Club                      | Division              | M.          | B.          | M.              | B.              | M.                | B.                | Comp.                          | M.                             | B.                             | M.      | B.      | M.    | B.    |
| 2008-2009             | FC Winterthour            | D2                    | 12          | 3           | 0               | 0               | -                 | -                 | -                              | -                              | -                              | -       | -       | 12    | 3     |
| 2009-2010             | FC Winterthour            | D2                    | 29          | 6           | 3               | 1               | -                 | -                 | -                              | -                              | -                              | -       | -       | 32    | 7     |
| 2010-2011             | Grasshopper Zurich (prêt) | D1                    | 6           | 0           | 1               | 2               | -                 | -                 | -                              | -                              | -                              | -       | -       | 7     | 2     |
| 2010-2011             | FC Winterthour            | D2                    | 14          | 4           | 0               | 0               | -                 | -                 | -                              | -                              | -                              | -       | -       | 14    | 4     |
| 2011-2012             | FC Winterthour            | D2                    | 25          | 2           | 5               | 0               | -                 | -                 | -                              | -                              | -                              | -       | -       | 30    | 2     |
| 2012-2013             | FC Winterthour            | D2                    | 16          | 2           | 2               | 0               | -                 | -                 | -                              | -                              | -                              | -       | -       | 18    | 2     |
| 2012-2013             | FC Saint-Gall             | D1                    | 7           | 0           | 0               | 0               | -                 | -                 | -                              | -                              | -                              | -       | -       | 7     | 0     |
| 2013-2014             | FC Saint-Gall             | D1                    | 29          | 2           | 4               | 2               | -                 | -                 | C3                             | 8                              | 0                              | 3       | 0       | 44    | 4     |
| 2014-2015             | FC Saint-Gall             | D1                    | 12          | 0           | 2               | 0               | -                 | -                 | -                              | -                              | -                              | 5       | 1       | 19    | 1     |
| 2014-2015             | Stade rennais             | L1                    | 3           | 0           | 1               | 0               | 1                 | 0                 | -                              | -                              | -                              | 2       | 0       | 7     | 0     |
| 2015-2016             | Stade rennais             | L1                    | 1           | 0           | 0               | 0               | -                 | -                 | -                              | -                              | -                              | 3       | 0       | 4     | 0     |
| 2015-2016             | FC Nantes (prêt)          | L1                    | 20          | 1           | 2               | 0               | 1                 | 0                 | -                              | -                              | -                              | 8       | 2       | 31    | 3     |
| 2016-2017             | Stade rennais             | L1                    | 2           | 0           | 0               | 0               | 1                 | 0                 | -                              | -                              | -                              | 3       | 0       | 6     | 0     |
| 2017-2018             | FC Sion                   | D1                    | 29          | 2           | 2               | 1               | -                 | -                 | -                              | -                              | -                              | 2       | 0       | 33    | 3     |
| 2018-2019             | FC Sion                   | D1                    | 25          | 6           | 3               | 0               | -                 | -                 | -                              | -                              | -                              | 3       | 0       | 31    | 6     |
| 2019-2020             | FC Sion                   | D1                    | 13          | 4           | 2               | 0               | -                 | -                 | -                              | -                              | -                              | 2       | 0       | 17    | 4     |
| Total sur la carrière | Total sur la carrière     | Total sur la carrière | 243         | 32          | 27              | 6               | 3                 | 0                 | -                              | 8                              | 0                              | 31      | 3       | 312   | 41    |